# Robin Tihi
Robin Tihi (Danderyd, 16 de marzo de 2002) es un futbolista sueco, nacionalizado finlandés, que juega en la demarcación de defensa para el Al-Ahli S. C. de la Liga de fútbol de Catar.

## Selección nacional
Tras jugar en varias categorías inferiores de la selección sueca y finlandesa, finalmente hizo su debut con la selección de fútbol de Finlandia en un partido amistoso contra Estonia que finalizó con un resultado de 0-1 a favor del combinado estonio tras el gol de Martin Miller.

## Clubes
| Club                    | País   | Año   | Partidos | Goles |
| ----------------------- | ------ | ----- | -------- | ----- |
| AIK Fotboll             | Suecia | 2020  | 19       | 1     |
| AFC Eskilstuna (cedido) | Suecia | 2021  | 29       | 3     |
| IFK Värnamo (cedido)    | Suecia | 2022  | 30       | 0     |
| AIK Fotboll             | Suecia | 2023  | 16       | 0     |
| Al-Ahli S. C.           | Catar  | 2023- |          |       |